# Вавилин, Сергей Михайлович
Сергей Михайлович Вавилин (1918, Красноярский край — 24.04.1945) — советский военнослужащий, участник Великой Отечественной войны, полный кавалер ордена Славы, разведчик-наблюдатель 350-го отдельного самоходного артиллерийского дивизиона красноармеец — на момент представления к награждению орденом Слав 1-й степени.

## Биография
Родился в 1918 году в деревне Преображенка Пировского района Красноярского края. В 1930 году окончил 4 класса сельской школы. Работал в колхозе.
В 1939 году был призван в Красную Армию. На фронте в Великую Отечественную войну с июня 1941 года. К концу 1943 года воевал в составе 350-го отдельного истребительно-противотанкового дивизиона 294-й стрелковой дивизии, с которой прошел до конца войны.
3 декабря 1943 года на правом берегу Днепра в районе города Черкассы в критический момент боя красноармеец Вавилин передал сообщение командиру дивизиона на батарею 45-мм орудий о сосредоточении живой силы и боевой техники врага, что позволило успешно отразить атаку пехоты и 11 танков противника. В тот же день в бою лично уничтожил до 10 вражеских солдат.
Приказом от 16 декабря 1943 года красноармеец Вавилин Сергей Михайлович награждён орденом Славы 3-й степени.
5 апреля 1944 года в бою у населенного пункта Дорубанц, 18 км севернее города Яссы командир отделения управления того же дивизиона красноармеец Вавилин, когда противник в ходе атаки прорвался к КП дивизиона, сразил из автомата свыше 10 вражеских солдат, спас жизнь 3 офицерам.
Приказом от 16 мая 1944 года красноармеец Вавилин Сергей Михайлович награждён орденом Славы 2-й степени.
12 января 1945 года в бою в районе города Хмельник разведчик-наблюдатель 350-го отдельного самоходного артиллерийского дивизиона красноармеец Вавилин дважды ходил в разведку и приносил ценные сведения. 26 января в бою уничтожил 6 солдат противника. 12 февраля в бою за город Бунцлау был ранен, но остался в строю и продолжал держать связь. Из автомата уничтожил 5 солдат противника. За эти бои был представлен к награждению орденом Славы 1-й степени.
Дальнейшая судьба воина не известна. По данным справочника «Кавалеры ордена Славы трёх степеней» он погиб 8 мая 1945 года и похоронен в городе Кенигсберг. По данным сайта «Мемориал» — донесения о безвозвратных потерях и Книга памяти Красноярского края — красноармеец Вавилин, наводчик СУ-76 пропал без вести в боях у города-крепости Вайсенберг 24 апреля 1945 года.
Указом Президиума Верховного Совета СССР от 27 июня 1945 года за исключительное мужество, отвагу и бесстрашие, проявленные в боях с вражескими захватчиками гвардии старшина Вавилин Сергей Михайлович награждён орденом Славы 1-й степени. Стал полным кавалером ордена Славы.